# Saint-Antonin (Alpes-Maritimes)
Saint-Antonin település Franciaországban, Alpes-Maritimes megyében. Lakosainak száma 84 fő (2022. január 1.). Saint-Antonin Ascros, Cuébris és La Penne községekkel határos.

## Népesség
A település népessége az elmúlt években az alábbi módon változott:
| Lakosok száma | 44   | 54   | 55   | 104  | 116  | 102  | 93   | 87   | 86   | 84   |
|               | 1968 | 1982 | 1990 | 2006 | 2013 | 2015 | 2017 | 2019 | 2020 | 2022 |